# Anna Nicole (opéra)
Personnages
- Anna Nicole (soprano)
- Howard Marshall II, milliardaire, 89 ans (ténor)
- Stern, avocat d'Anna (baryton-basse)
- Daniel, fils d'Anna (baryton)
- Virgie, mère d'Anna (mezzo-soprano)
- Daddy Hogan, père d'Anna (basse)
- Shelley, une cousine (mezzo-soprano)
- Larry King, journaliste de télévision (ténor)
- Billy, premier mari d'Anna (baryton)
- Kay, tante d'Anna (mezzo-soprano)
- Doctor Yes, chirurgien plastique (ténor)

Airs
- « You need to get some tits »
- « F.U.C.K. »
- « That’s the sound of Jimmy Choo »
- « We are the restless, breastless masses »

Anna Nicole est un opéra du compositeur britannique Mark-Anthony Turnage, créé le 17 février 2011 au Royal Opera House de Covent Garden, à Londres.
Cette œuvre a pour sujet la vie et la mort de la playmate Anna Nicole Smith (1967-2007).

## Historique

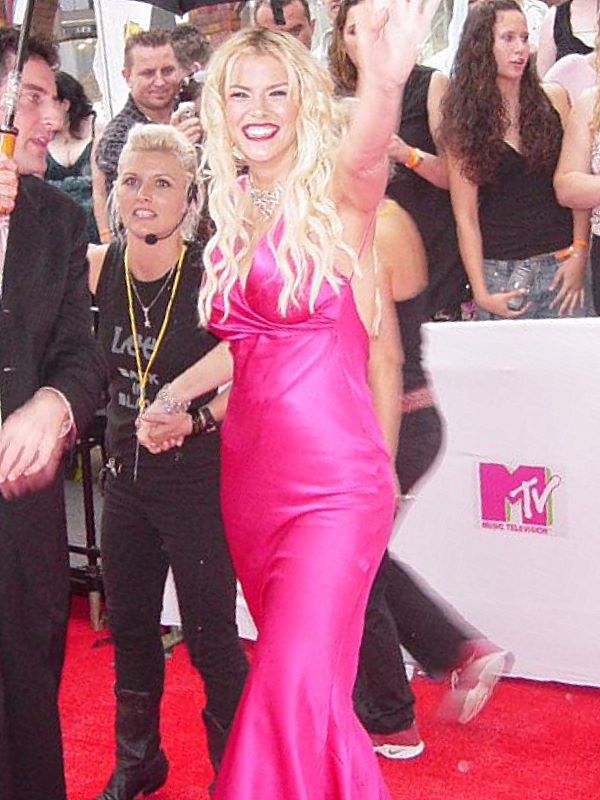
Anna Nicole (opéra)

Anna Nicole résulte d'une commande par Tony Hall, directeur général du Royal Opera House, d'un opéra contemporain. Le compositeur Mark-Anthony Turnage et le librettiste Richard Thomas sont approchés dès 2008. Tous deux proposent un sujet sur la playmate Anna Nicole Smith, morte l'année précédente.
Turnage, né en 1960, auteur de deux opéras déjà largement représentés, est un familier des sujets violents et excessifs. Avec Richard Thomas, il fait d'Anna Nicole Smith une héroïne « dans la lignée de Carmen, de la Lulu d'Alban Berg ou de la prostituée Jenny de Weill et Brecht », une petite texane déterminée à réussir au plus vite, de n'importe quelle façon et à n'importe quel prix.
La direction de Covent Garden accepte l'œuvre et décide de la monter, prenant toutefois la précaution de préciser avant les représentations, dans un avertissement au public, que cet opéra parle de sexe, de drogue et emploie « un langage extrême ». À la suite de la radiodiffusion de l'opéra, la BBC reçoit 55 000 plaintes d'auditeurs.

## Argument
- Acte I

Un chœur de journalistes et cadreurs se bouscule autour d'Anna Nicole. Elle donne une interview, raconte n'importe quoi, tout le monde en redemande… Les scènes se suivent en flashback, sous le regard et avec la participation des journalistes.
On découvre la famille, sa mère Virgie, femme aigre et rigide, et son fils Daniel qu'elle adore, né d'un premier mariage. Anna Nicole divorce et décide d'abandonner l'univers miteux qui est le sien. En compagnie du chœur des journalistes, elle pénètre au Gentlemen's Club où les perspectives d'enrichissement lui semblent infinies.
Anna Nicole comprend qu'elle doit se faire poser un accessoire capital, source de douleurs lombaires mais déterminant dans la chasse au riche : de très gros implants mammaires. Elle rencontre ensuite Howard Marshall II, 89 ans. Le milliardaire du pétrole tombe sous son charme.
La vie d'Anna est transformée. Howard lui achète un ranch. Elle épouse le nonagénaire en fauteuil roulant. Sa mère Virgie explose de rage en apprenant la nouvelle et exprime son dégoût mais personne ne l'écoute. Daniel apporte à sa mère ses pilules anti-douleur et l'avocat Stern glisse à Anne sa carte de visite.
Anna voit s'ouvrir à elle un avenir radieux, fait de richesse et de douleurs lombaires.
- Acte II

Dans une ambiance douillette, Anna Nicole explique à son mari le bonheur d'être célèbre. Elle donne une party gigantesque pendant laquelle Howard a une attaque. Il meurt. Virgie rappelle à sa fille et aux journalistes qu'il n'a pas fait de testament. L'avocat et Anna vont en justice.
Dix ans passent (interlude musical)… Anna a pris du poids. Dépendante des antalgiques, elle exige ses pilules de Stern qui finit par les lui donner. Il lui lance qu'elle devient un désastre. Daniel vient masser le dos de sa mère.
Anna et Stern participent à l'émission du journaliste Larry King. Ils racontent qu'ils se battent en justice depuis dix ans et n'ont pas reçu un cent de la famille Marshall. Anna explique qu'elle n'est plus dépendante aux médicaments et annonce son retour.
Stern a visiblement pris en main la vie d'Anna qui mange de plus en plus. La troupe de journalistes doit désormais passer par lui. Quand Anna lui annonce qu'elle est enceinte de lui, il a l'idée de filmer l'accouchement pour le diffuser en pay-per-view. Au moment de la naissance de sa petite fille, Anna croit comprendre, un instant, ce qu'est le bonheur.
Trois jours après la naissance, Daniel meurt dans d'atroces conditions. La perte de son fils rend Anna folle. Lors de sa crise, Stern la prend en photo.
Anna a perdu toute envie de vivre. Les caméras continuent à la filmer. Alors que sa mère se lamente sur le malheur des mères, Anna se glisse dans un sac à cadavre et lance un baiser en tirant sur elle la fermeture.

## Création
L'opéra Anna Nicole est créé le 17 février 2011 au Covent Garden de Londres pour seulement six représentations. Toutes les séances se font à guichets fermés, l'intégralité des places ayant été vendues avant la première.
Devant les standing ovations reçues par le spectacle et les critiques extrêmement partagées de la presse, le New York Times parle d'un « improbable triomphe pour Covent Garden ».
La première radiodiffusion d'Anna Nicole a lieu le 25 mars 2011 à 21 h, sur le canal de BBC Four.
Distribution à la création :
- Anna Nicole : Eva-Maria Westbroek (soprano)
- Howard Marshall II : Alan Oke (en) (ténor)
- Stern : Gerald Finley (baryton-basse)
- Virgie : Susan Bickley (mezzo-soprano)
- Shelley : Loré Lixenberg (mezzo-soprano)
- Larry King : Peter Hoare (ténor)
- Tante Kay : Rebecca de Pont Davies (soprano)
- Blossom : Allison Cook (mezzo-soprano)
- Docteur Yes : Andrew Rees (baryton)
- Billy : Grant Doyle (baryton)
- Daddy Hogan : Jeremy White (en) (basse)
- Daniel enfant : Andrew Gilbert (rôle muet)
- Daniel adolescent : Dominic Rowntree (baryton)
- Le maire de Mexia : Wynne Evans (en) (ténor)
- Le député-maire de Mexia : Damian Thantrey (baryton)
- Le quatuor des patientes : Marianne Cotterill et Kiera Lyness (sopranos), Louise Armit et Andrea Hazell (mezzos)
- La famille Marshall : Loré Lixenberg et Rebecca de Pont Davies (mezzos), Grant Doyle (baryton), Jeremy White (basse)
- Les lap danseuses : Yvonne Barclay et Katy Batho (sopranos), Amy Catt et Amanda Floyd (mezzos)
- Chœur et orchestre du Royal Opera House,
- Direction musicale : Antonio Pappano.